# Murallas de Cuevas de Vinromá
Las Murallas de Cuevas de Vinromá, son unas murallas localizadas en la localidad de Cuevas de Vinromá, en la comarca de la Plana Alta, en la provincia de Castellón, España. Como toda muralla está catalogada como Bien de Interés Cultural aunque no presenta anotación ministerial, identificándose con el código 12.05.050-004, tal y como consta en la Dirección General de Patrimonio Artístico de la Generalidad Valenciana.
Se trata de una muralla urbana, es decir de un recinto amurallado en la mencionada localidad. Dado que Cuevas de Vinromá es de origen musulmán, estas murallas son de la época de dominación musulmana.

## Historia
La localidad de Les Cuevas de Vinromá, tiene su origen en un asentamiento musulmán, que fue conquistado por las tropas de Jaime I de Aragón en el año 1233, junto con el resto de territorios que formaban parte de la bailía del mismo nombre. Una vez reconquistada la zona, el rey cedió en 1235 a Blasco de Alagón, pero, posteriormente acabó en manos de la Orden de Calatrava y después a la del Temple. La Orden del Temple, por su carácter militar acabó fortificando muchas de los territorios que le eran cedidos o que simplemente compraba, por lo que levantada construcciones defensivas de diversas características. Cuando la Orden de Temple comenzó a tener problemas y acabó desapareciendo, gran parte de sus posesiones pasaron a la Orden de Montesa, que creó en su castillo una Comanda Mayor. El pueblo recibió diversas cartas puebla, pese a ello, no se conocía la otorgada en 1281. Cabe destacar que en 1421 las Cortes del Reino se reunieron provisionalmente en esta localidad.

## Descripción
De las murallas apenas quedas restos y los existentes están incorporados a las estructura de las viviendas que sobre ellas se construyeron.